# توماس شيهان
توماس شيهان (بالإنجليزية: Thomas Sheehan)‏ هو فيلسوف أمريكي، ولد في 25 يونيو 1941.